# King of the Khyber Rifles
King of the Khyber Rifles is een Amerikaanse avonturenfilm uit 1954 onder regie van Henry King. Het scenario is gebaseerd op de gelijknamige roman uit 1916 van de Brits-Amerikaanse auteur Talbot Mundy.

## Verhaal
De plaatselijke bevolking van Pesjawar staat op het punt in opstand te komen tegen de Britse overheerser. De halfbloed Britse kapitein Alan King wordt opgedragen om een legereenheid op te leiden. Zijn medeofficieren gaan King tegenwerken, wanneer ze erachter komen dat zijn moeder een moslimvrouw was.

## Rolverdeling
| Acteur             | Personage                     |
| ------------------ | ----------------------------- |
| Tyrone Power       | Kapitein Alan King            |
| Terry Moore        | Susan Maitland                |
| Michael Rennie     | Brigadegeneraal J.R. Maitland |
| John Justin        | Luitenant Geoffrey Heath      |
| Guy Rolfe          | Karram Khan                   |
| Richard Wyler      | Luitenant Ben Baird           |
| Murray Matheson    | Majoor Ian MacAllister        |
| Frank DeKova       | Ali Nur                       |
| Argentina Brunetti | Lali                          |
| Sujata Rubener     | Danseres                      |